# 12222 Perotto
12222 Perotto (1982 WA) là một tiểu hành tinh vành đai chính được phát hiện ngày 1982 Nov. 19 ở Osservatorio San Vittore., by ở.
Nó được đặt theo tên Pier Giorgio Perotto (1930–2002).